# 古川結菜
古川 結菜 （こがわ ゆいな、2005年1月30日 - ）は、日本の女性ファッションモデル、タレント、女優。株式会社ケイポイント所属。愛称およびタレント活動における名義は「ゆいちゃみ」。egg専属モデル。
大阪府出身。姉は「ゆうちゃみ」こと古川優奈。

## 経歴
2019年「JCミスコン2019」ファイナリスト。
事務所所属前から芸能活動を開始し、2022年4月からAbemaTVの『今日、好きになりました。』43弾～45弾に連続出演。その後、姉ゆうちゃみも所属している芸能事務所Loversに所属した。
2023年4月26日、eggの専属モデルになることが発表された。8月28日に発売された『週刊プレイボーイ』にて姉の古川優奈と共に初のグラビアを披露した。
2025年8月19日放送の『ロンドンハーツ』（テレビ朝日）の番組内で、「ゆいちゃみ」から「ゆい小池」への改名を発表。20日、自身のＸ（旧ツイッター）でも報告した。2013年の同番組で「千鳥」のノブが1年あまり「ノブ小池」に改名した前例にならい、「小池」を引き継ぐもの。

## 人物
- 度々「ふるかわ」と読み間違えられる（ゆうちゃみも同様）。古川の読みは一般的に「ふるかわ」だが、「こがわ」は父の出身地の青森県津軽地方に多い。
- 趣味は歌を歌うこと。特技はバスケットボール。

## 出演

### テレビ番組
- 今日、好きになりました。43弾 - 45弾（2022年4月4日 - 7月11日、ABEMA）
- ワシんとこ・ポスト（2022年6月7日・9月6日、BSよしもと）
- ゆうちゃみ・ゆいちゃみの教えて!大阪府議会（2024年1月7日 - 3月24日、関西テレビ） - MC
- ボートの時間!（2025年7月13日 - 、サンテレビ）- ナビゲーター

### テレビドラマ
- 鹿楓堂よついろ日和 第7話（2022年2月26日、テレビ朝日）[5]
- お迎え渋谷くん（2024年4月2日 - 6月18日、関西テレビ・フジテレビ） - 金丸陽菜 役[6]

### ラジオ番組
- みっくす。～ゆいちゃみの世界救っちゃいまーす～（2024年10月2日 - 、朝日放送ラジオ）[7]

### ファッションショー
- 東京ガールズコレクション(TGC)
  - 第35回 マイナビ 東京ガールズコレクション 2022 AUTUMN/WINTER（2022年9月3日、さいたまスーパーアリーナ）
  - CREATEs presents TGC KITAKYUSHU 2023 by TOKYO GIRLS COLLECTION（2023年10月7日、西日本総合展示場新館）[8]
  - TGC MATSUYAMA 2024 by TOKYO GIRLS COLLECTION（2024年7月13日、愛媛県武道館）[9]
- ミュゼプラチナム Presents SAPPORO COLLECTION 2023 AUTUMN／WINTER（2023年11月4日、北海きたえーる）[10]

### PR・キャンペーン
- 東大阪魅力PR大使（2023年11月3日 - ）[11]

### PV
- ゆうちゃみ「あなたに捧げる応援歌」（2024年10月30日）[12]